# Chambon-la-Forêt
Chambon-la-Forêt is een gemeente in het Franse departement Loiret (regio Centre-Val de Loire). De plaats maakt deel uit van het arrondissement Pithiviers. Chambon-la-Forêt telde op 1 januari 2022 961 inwoners.

## Geografie
De oppervlakte van Chambon-la-Forêt bedroeg op 1 januari 2022 17,16 vierkante kilometer; de bevolkingsdichtheid was toen 56 inwoners per km².

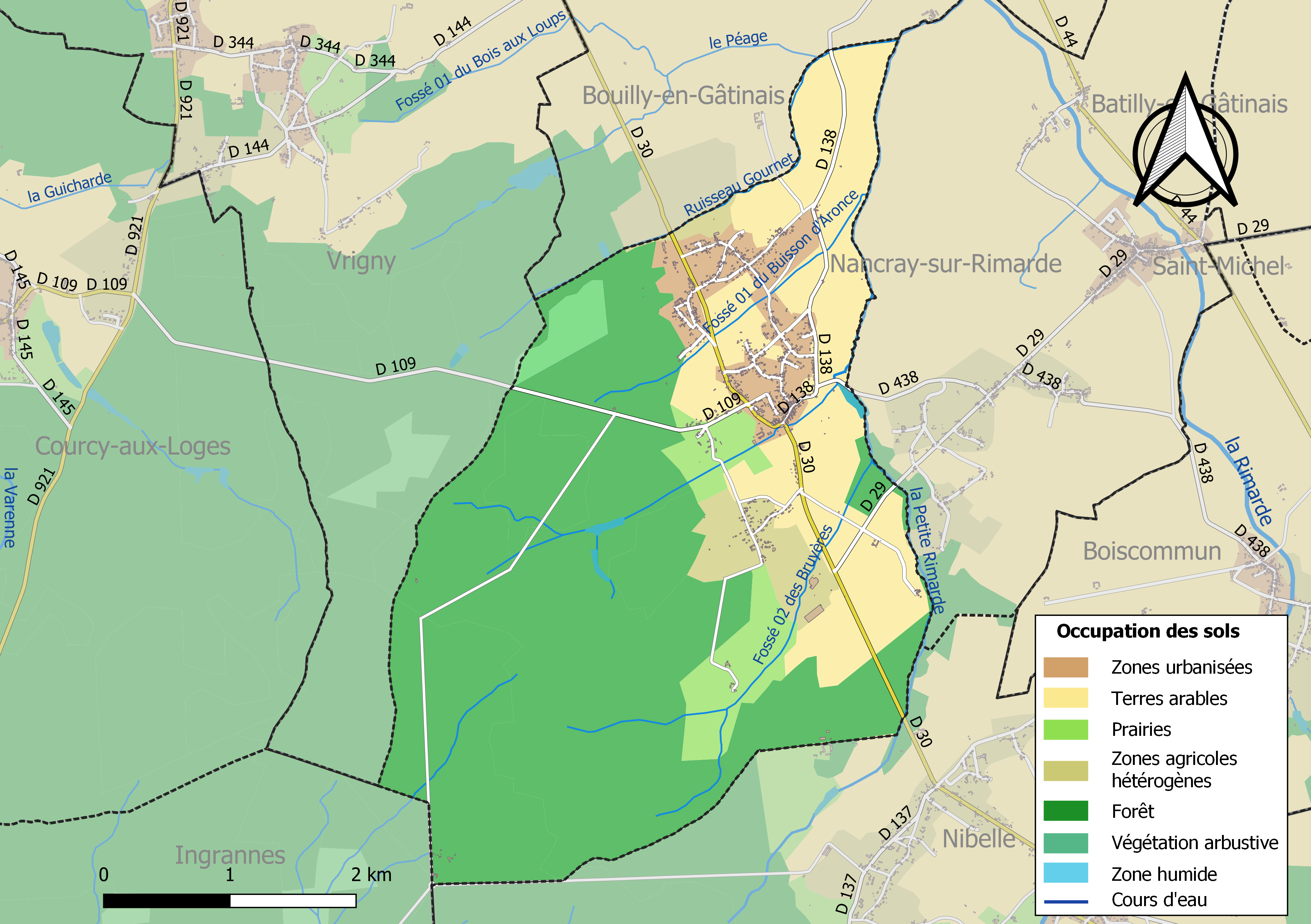
Kaart van de gemeente met de belangrijkste infrastructuur, bodemgebruik en omliggende gemeenten

## Demografie
Onderstaande figuur toont het verloop van het inwonertal (bron: INSEE-tellingen).